# Antelope Creek (Cheyenne River)
Der Antelope Creek ist der etwa 128 km lange, linke Quellfluss des Cheyenne River im Osten des US-Bundesstaates Wyoming.

## Verlauf
Der Antelope Creek entspringt im nordwestlichen Converse County, etwa 25 km südöstlich von Midwest auf einer Höhe von etwa 1880 m. Von dort fließt er in nordöstliche Richtung durch die Great Plains, unterquert den Wyoming Highway 59 und erhält mit dem Sand Creek von rechts seinen längsten Nebenfluss. Im weiteren Verlauf wendet er sich nach Osten, später nach Südosten und fließt durch Teile des Thunder Basin National Grassland. Er erhält einige kleinere Nebenflüsse und fließt nach knapp 128 km im nordöstlichen Converse County auf einer Höhe von 1317 m mit dem hier wasserärmeren Dry Fork Cheyenne River zum Cheyenne River zusammen.

## Hydrologie
Der Antelope Creek ist als Quellfluss des Cheyenne Rivers Teil des Einzugsgebietes des Missouri, der sich über den Mississippi in den Golf von Mexiko entwässert. Das Einzugsgebiet des Antelope Creek umfasst ein Areal von etwa 2700 km² und grenzt an die Einzugsgebiete von Dry Fork Cheyenne River im Süden, Salt Creek im Westen sowie Dry Fork Powder River und Belle Fourche River im Norden. Der Abfluss am Pegel in Teckla beträgt 0,28 m³/s, die größten Abflüsse finden sich in den Monaten Mai und Juli.

## Belege
1. 1 2 3 4 5  Antelope Creek. In: Geographic Names Information System. United States Geological Survey, United States Department of the Interior (englisch).
2. ↑  USGS 06364700 ANTELOPE CREEK NEAR TECKLA, WY. Abgerufen am 21. September 2024.